# Bundeswehrs tjänstgöringsmedalj

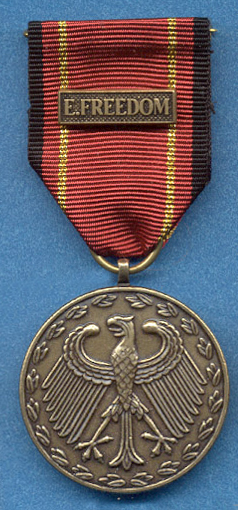
Einsatzmedaille der Bundeswehr

Bundeswehrs tjänstgöringsmedalj  (tyska: Einsatzmedaille der Bundeswehr) är en tysk militär utmärkelse som utdelas till deltagande i humanitära, fredsbevarande och fredsskapande uppdrag utomlands för Bundeswehr. Totalt finns det 61 olika tjänstgöringsmedaljer för 61 utlandsuppdrag.

## Bakgrund

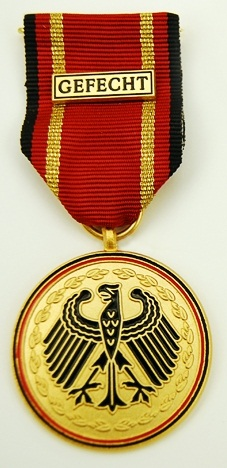
Einsatzmedaille der Bundeswehr "Gefecht"

Utmärkelsen inrättades i sin ursprungliga form 1996 och utdelades för första gången till 26 personer av försvarsminister Volker Rühe den 16 juni 1996. Sedan 2004 kan 30 dagars tjänstgöring vid ett utlandsuppdrag belönas med brons, silver efter 360 dagar och guld efter 690 dagar.
ISAF-uppdraget kännetecknades av strider där soldater skadades eller stupade. Försvarsminister Karl-Theodor zu Guttenberg inrättade därför Bundeswehrs tjänstgöringsmedalj "Strid" (tyska: Einsatzmedaille der Bundeswehr "Gefecht") den 9 november 2010. Den 25 november 2010 delade zu Guttenberg ut medaljen postumt för första gången till Sergej Motz, en Hauptgefreiter som stupat i Afghanistan. 21-åringen hamnade i ett bakhåll den 28 april 2009 när han patrullerade nordväst om Kunduz. I den efterföljande striden, som varade i nästan 30 minuter, stupade han efter en tapper insats.

## Statistik
| År     | Brons  | Silver | Guld | Strid | Totalt |
| ------ | ------ | ------ | ---- | ----- | ------ |
| 2007   | 17119  | 744    | 58   | 0     | 17921  |
| 2008   | 13725  | 950    | 64   | 0     | 14739  |
| 2009   | 16036  | 1144   | 102  | 0     | 17282  |
| 2010   | 13033  | 1444   | 156  | 22    | 14655  |
| 2011   | 12792  | 1460   | 148  | 4703  | 19103  |
| 2012   | 10431  | 1526   | 208  | 643   | 12808  |
| 2013   | 10137  | 1598   | 216  | 326   | 12277  |
| 2014   | 9059   | 1120   | 213  | 111   | 10503  |
| 2015   | 8897   | 255    | 38   | 12    | 9202   |
| 2016   | 11614  | 235    | 24   | 17    | 11890  |
| Totalt | 122843 | 10476  | 1227 | 5834  | 140380 |